# Swiss Medical Students’ Association
Die Swiss Medical Students' Association (swimsa) ist ein Studierendenverband Schweizer Medizinstudierender. Er vertritt seine Mitglieder aus den Fachschaften der medizinischen Fakultäten Basel, Bern, Freiburg im Üechtland, Genf, Lausanne, Luzern und Zürich (Universität und Eidgenössische Technische Hochschule) auf nationaler und internationaler Ebene.

## Geschichte
1917 schlossen sich die medizinischen Fachschaften der Schweiz zum Verband der Schweizer Klinikerschaften (VDSK) zusammen.
1951 gründete der VDSK mit Verbänden aus sechs weiteren Ländern in Kopenhagen, Dänemark die IFMSA (International Federation of Medical Students' Associations), die die Interessen der Medizinstudierenden fortan auf internationaler Ebene vertrat.
Im Zuge einer Reform wurde der VDSK in den Verband Schweizer Medizinstudierender (VSM) überführt. Aus dem VSM löste sich später die IFMSA-Siwtzerland, die fortan eigenständig Austausche für Medizinstudierende organisierte.
2006 kam es zu Verhandlungen zwischen dem VMS und IFMSA-Switzerland. Die beiden Organisationen schlossen sich unter dem Namen Swiss Medical Students' Association (swimsa) erneut zusammen. IFMSA-Switzerland nannte sich fortan swimsa Exchanges und blieb als Verein de jure unabhängig von der swimsa. Weitere Gründungsmitglieder der swimsa waren das Projekt "Achtung Liebe" und Gruhu, ein Verein aus Zürich, der klinische Praktika in vorwiegend afrikanischen Ländern für Medizinstudierende organisiert.
2014 wurde der swimsa Exchanges aufgelöst und in die swimsa integriert.

## Mitglieder und Projekte
Die Fachschaften der Fakultäten Basel, Bern, Freiburg, Genf, Lausanne und Zürich gelten als Mitglieder der swimsa mit Stimmrecht an der Delegiertenversammlung.
Die Projekte sind assoziierte Mitglieder ohne Stimmrecht an der Delegiertenversammlung. 20 Projekte sind aktuell Mitglied bei der swimsa. Die Projekte haben zum Teil eigene Statuten und sind damit eigenständige Vereine.
| Projekt            | Verein | Basel | Bern | Freiburg | Genf | Lausanne | Zürich |
| ------------------ | ------ | ----- | ---- | -------- | ---- | -------- | ------ |
| Achtung Liebe      | Ja     | x     | x    | x        | -    | -        | x      |
| AGT                | Nein   | -     | x    | -        | -    | -        | -      |
| ASC                | Nein   | -     | -    | -        | x    | -        | -      |
| ASTiM              | Ja     | x     | x    | x        | x    | x        | x      |
| CLASH              | Ja     | -     | -    | -        | -    | x        | -      |
| Doctors and Death  | Nein   | -     | x    | x        | -    | x        | -      |
| Eros               | Ja     | -     | -    | -        | -    | x        | -      |
| escolhares         | Ja     | -     | -    | -        | -    | -        | -      |
| gruhu              | Ja     | x     | -    | -        | -    | -        | -      |
| JSEMS              | Ja     | x     | x    | x        | x    | x        | x      |
| Marrow             | Ja     | x     | x    | x        | x    | x        | x      |
| MedSICS            | Ja     | -     | -    | -        | -    | x        | -      |
| Medstache          | Nein   | x     | x    | x        | x    | x        | x      |
| M.E.T.I.S          | Nein   | -     | -    | -        | -    | x        | -      |
| NCWiki             | Ja     | x     | x    | x        | x    | x        | x      |
| POZH               | Nein   | -     | -    | -        | -    | -        | x      |
| SCS                | Ja     | -     | -    | -        | -    | -        | x      |
| UAEM               | Nein   | x     | x    | x        | x    | x        | x      |
| Young Sonographers | Ja     | x     | x    | x        | x    | x        | x      |

## Aktivitäten
Die swimsa ist die offizielle Vertretung der Schweizer Zahn- und Humanmedizinstudierenden und hat Einsitz in Kommissionen, so zum Beispiel bei der SMIFK (Schweizerische Medizinische Interfakultätskommission) oder beim Bundesamt für Gesundheit. Sie organisiert internationale Studierendenaustausche und nimmt an den Veranstaltungen der IFMSA teil. Sie unterhält zahlreiche Projekte in den Bereichen öffentliche Gesundheit, medizinische Ausbildung, Reproduktionsgesundheit und Menschenrechten. Die swimsa organisiert zweimal pro Jahr die Swiss Medical Students' Convention (SMSC). Einmal jährlich findet ein nationales Trainingswochenende statt.
Die swimsa verleiht zwei Auszeichnungen: den You Rock swimsa Award und den Project Award.
Mit dem You Rock swimsa Award werden Personen für ihr ausserordentliches Engagement innerhalb der swimsa geehrt. Er wird zwei Mal pro Jahr jeweils während der Swiss Medical Students' Convention verliehen (SMSC). Die Kandidaten werden vom Vorstand vorgeschlagen und durch die Delegiertenversammlung gewählt.
Der swimsa Project Award ehrt das Engagement innerhalb eines Projektes, das von Schweizer Medizinstudierenden organisiert und geleitet wird. Der Preis wird ein Mal pro Jahr durch eine vom Vorstand vorgeschlagene Jury an der SMSC vergeben.